# FGF20
FGF20‏ (None) هوَ بروتين يُشَفر بواسطة جين FGF20 في الإنسان.